# Tell al-Ubaid
Tell al-Ubaid o Tell El Obeid (àrab: تل العبيد, Tall al-ʿUbayd) és un tel relativament petit situat a l'oest de l'antiga ciutat d'Ur, a la governació de Dhi Qar, al sud de l'Iraq. El jaciment està compost per un santuari i un cementiri. La majoria de les restes són del calcolític, concretament del període d'Obeid, anomenat així per Tell al-Ubaid.

## Descobriment
El lloc va ser descobert per l'arqueòleg britànic Henry Hall l'any 1919. quan va ser enviat al lloc pel Museu Britànic. Leonard Woolley va continuar les excavacions el 1922 i el 1923, i, el 1937 ho van fer Seton Lloyd i Pinhas Delougaz, aquest últim en nom de l'Institut Oriental de la Universitat de Chicago.

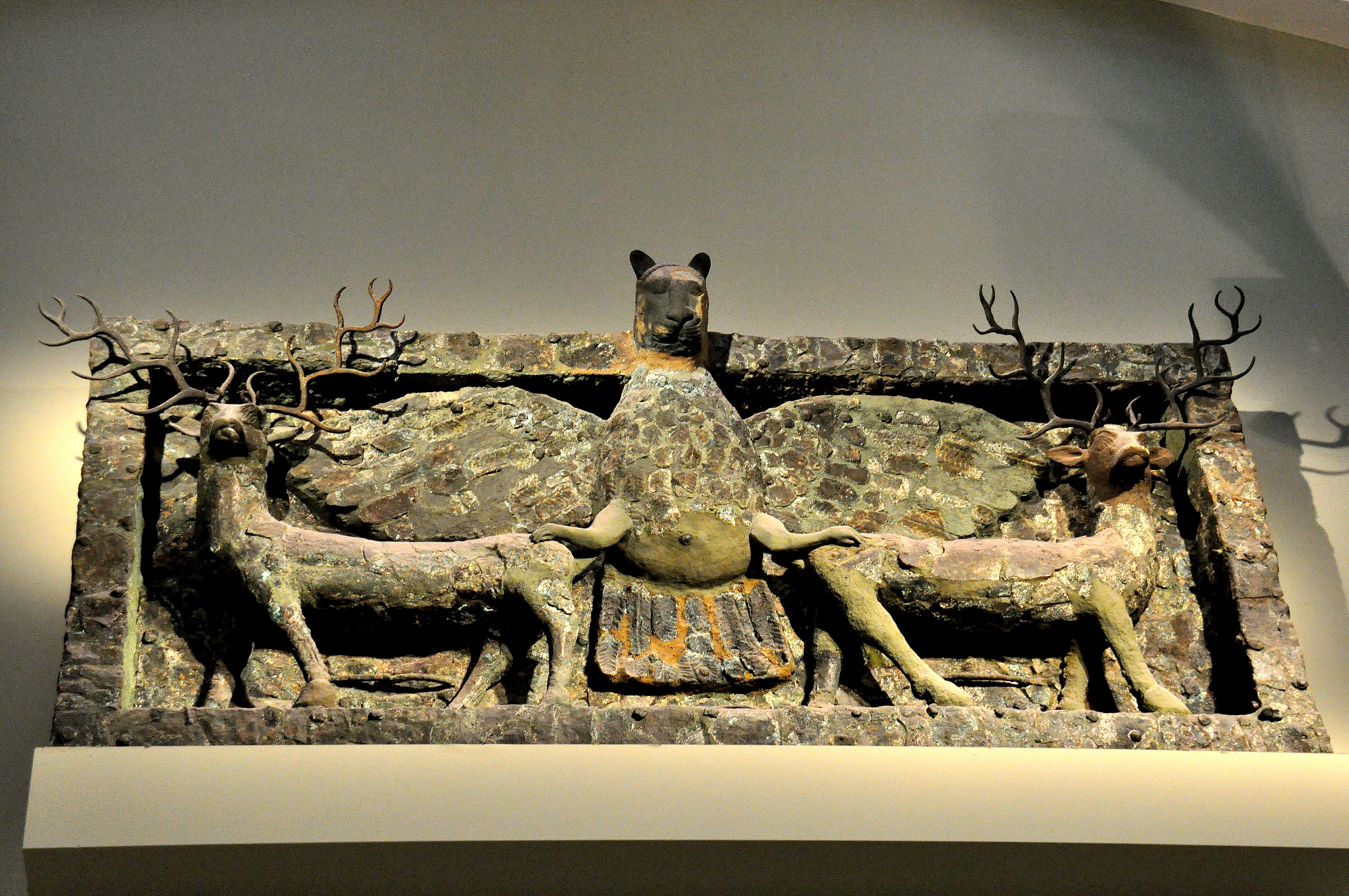
Fris d'mdugud.

## Ubicació i descripció
Avui en dia Tell al-Ubaid es troba a 250 km de les costes del golf Pèrsic, a prop de l'antiga ciutat d'Ur, tot i que en el moment de la seva ocupació la costa era molt més propera. El tel consisteix en un túmul oblong que mesura aproximadament 500 metres per 300 metres, amb un eix aproximat nord-sud.
El santuari, al nord del jaciment arqueològic, es remunta als temps més antics de l'època arcaica sumeria. Reposa sobre una mena de terrasses de maó que formen un quadrilàter irregular envoltat d'un mur, sobre el qual s'alçava un temple dedicat a la deessa Ninhursag, del que gairebé no en queda res. A la base del temple, però, s'hi va trobar una obra de coure que representava a Imdugud, una àguila amb cap de lleó, envoltada per dos cérvols. El cementiri té 96 sepultures, la majoria d'elles d'època protodinàstica primerenca. Probablement construït o restaurat pel rei Aanepada, fill de Mesannepada, cap al 2.400 aC, el temple estava ricament decorat, amb dues columnes incrustades de nacre, pedra calcària rosa i argila, així com les façanes rematades per frisos narratius que representen, entre altres coses, fileres de bous.

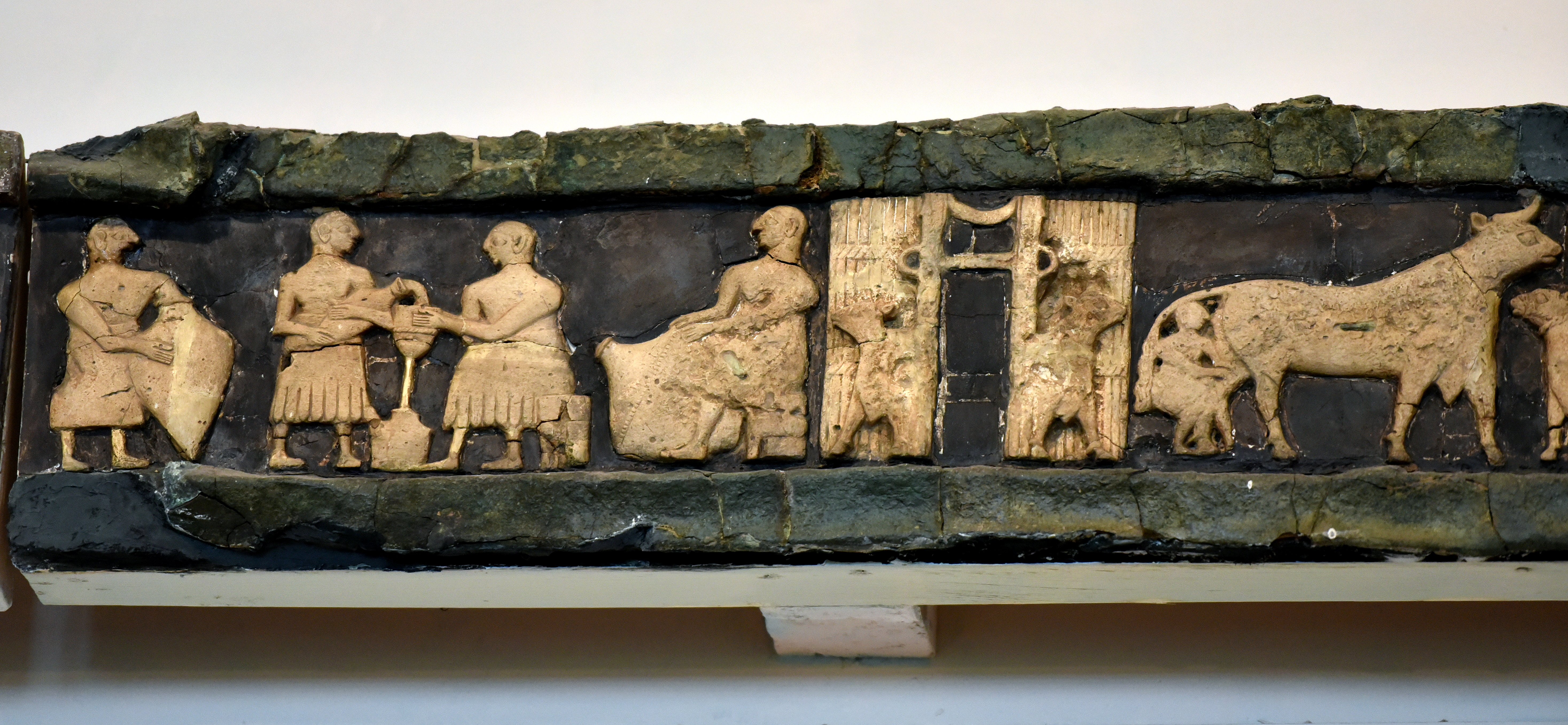
Escena del fris del temple de Tell al-Ubaid, munyint vaques i preparant productes lactis.

## Restes
S'hi van desenterrar fragments de ceràmica i restes de forns destinats a la seva fabricació. L'extensió de l'escampament dels fragments de vaixella indica l'especialització artesanal d'aquest indret, fet confirmat amb l'exemple d'altres jaciments propers geogràficament com ara el d'Èridu. La ceràmica pintada, els cràters i les decoracions vagament naturalistes recorden les trobades a Bender Buchir o Tepe-Moussian.

## Estat actual
El 6 de juny de 2008, es va dur a terme un reconeixement del lloc per part d'arqueòlegs britànics i iraquians que actuaven en nom del Museu Britànic [4]. En el seu informe, van cridar l'atenció sobre els grans danys que l'exèrcit iraquià hi havia causar l'any 2003, transformant el tel en una instal·lació militar amb una estació de radar a la part superior. Les restes dels moviments de terres que s'hi van realitzar en aquella època encara són ben visibles a tot el recinte. No s'hi van trobar rastres d'excavacions il·legals.